# Gabrovo
Gabrovo (tiếng Bulgaria: Габрово) là một thành phố ở miền trung bắc Bulgaria, thủ đô hành chính của tỉnh Gabrovo. Thành phố nằm ở chân dãy núi Balkan, trong Thung lũng sông Yantra, được coi là thủ đô quốc tế của nghệ thuật châm biếm và trào phúng (xem thêm: trào phúng kiểu Gabrovo). Thành phố còn nổi tiếng bởi những kiến trúc Bulgaria phục hưng. Gabrovo cũng là thành phố dài nhất Bulgaria, trải dài 25 km dọc theo sông Yantra, dù chiều rộng ở một số nơi chỉ là 1 km. Gabrovo còn ở gần trung tâm về mặt địa lý của cả nước Bulgaria, Uzana.

## Lịch sử
Khu vực xung quanh Gabrovo bắt đầu có người đến ở từ thời Neolithic và bắt đầu có vai trò quan trọng về kinh tế sau khi Vliko Tarnovo trở thành thủ đô của Đế chế Bulgaria thứ hai vào thế kỷ 12. Nghề thủ công và thương mại phát triển nhờ vào vị trị thuận lợi: gần thủ đô và những con đường xuyên qua Balkan. Gabrovo thời Trung cổ chỉ là một làng dừng chân nhỏ với khoảng 100 nóc nhà.
Theo truyền thuyết được thừa nhận rộng rãi nhất, Gabrovo do một người thợ rèn trẻ tên là Racho lập lên. Gần lò rèn của Racho có một cây trăn (tiếng Bulgaria là: габър, đọc là gabar) mọc lên, thế nên ngôi làng được đặt tên là Gabrovo.
Sau khi Đế chế Ottoman xâm lược vùng Balkan vào thế kỷ 14, thành phần dân số của Gabrovo thay đổi mạnh mẽ. Do là khu dân cư duy nhất trong một vùng khá rộng lớn, ngôi làng trở thành điểm đến cho những người dân Bulgaria và cư dân ở các thái ấp gần đó chạy đến lánh nạn chiến tranh. Vậy là, từ một ngôi làng, Gabrovo biến thành một thị trấn nhỏ rồi dần dần phát triển thành một trung tâm kinh tế, văn hóa và tôn giáo.
Dưới sự cai trị của Đế chế Ottoman, những người giàu có bỏ ra rất nhiều tiền để quy hoạch lại thị trấn. Trường học tôn giáo đầu tiên ở Bulgaria, Aprilov Gymnasium, được thành lập vào năm 1835 ở Gabrovo với sự giúp đỡ của Vasil Aprilov và Nikolay Palauzov. Gabrovo được chính thức công nhận là một thị trấn bởi nhà cầm quyền của Đế chế Ottoman vào tháng 5-1860.
Sau khi Bulgaria được giải phóng vào năm 1878, Gabrovo trở thành một trung tâm công nghiệp dựa trên những nền tảng kinh tế đã có trước đây. Các công ty cổ phần xuất hiện và những nhà máy được xây dựng, khiến nó có lúc từng được gọi là "Manchester của Bulgaria".

## Nhân khẩu

### Dân số
| Năm    | 1887  | 1910  | 1934   | 1946   | 1956   | 1965   | 1975   | 1985   | 1992   | 2001   | 2005   | 2009   | 2011   |
| ------ | ----- | ----- | ------ | ------ | ------ | ------ | ------ | ------ | ------ | ------ | ------ | ------ | ------ |
| Dân số | 7.958 | 8.423 | 13.668 | 21.180 | 37.919 | 57.920 | 75.091 | 81.629 | 76.529 | 67.065 | 63.004 | 60.281 | 58.950 |

### Thành phần dân tộc
Dưới đây là thành phần dân tộc của Gabrovo (theo số liệu thống kê 2011):
- Người Bulgaria: 97,9%
- Người Thổ Nhĩ Kỳ: 0,9%
- Người Digan: 0,6%
- Khác: 0,3%
- Không xác định: 0,3%

## Văn hóa và du lịch
Được coi là trung tâm quốc tế của nghệ thuật châm biếm và trào phúng, Gabrovo có hai nhà hát, nhà hát kịch Racho Stoyanov và một nhà hát rối, một Bảo tàng nghệ thuật trào phúng, một rạp phim, Aleko Cinema và nhiều viện bảo tàng cũng như các đài tưởng niệm trong và xung quanh thành phố, nổi tiếng nhất có Khu liên hợp kiến trúc và dân tộc học và Bảo tàng giáo dục tại trường Aprilov Gymnasium. Ở Gabrovo còn có một đài quan sát thiên văn đang hoạt động. Một hành tinh nhỏ, 2206 Gabrova được phi hành gia người Liên Xô Nikolai Stepanovich Chernykh phát hiện ngày ngày 1 tháng 4 năm 1976 đã được đặt tên theo tên của thành phố Gabrovo.
Những địa điểm du lịch của Gabrovo ngoài các địa danh kể trên còn có các thắng cảnh nổi tiếng khác trong tỉnh Gabrovo như khu bảo tồn kiến trúc Bozhentsi, bảo tàng dân tộc học Etara, tu viện Dryanovo, tu viện Sokolski và Uzana, một khu nghỉ mát mùa đông, cách Gabrovo 22 km. Ngoài ra còn có công viên quốc gia Central Balkan và đài tưởng niệm Shipka.

## Thể thao
- Đội thể thao thành công nhất của thành phố là câu lạc bộ bóng đá Yantra Gabrovo, thành lập năm 1919.
- Thành phố cũng có truyền thống mạnh trong môn bóng ném.
- Các môn thể thao mùa đông được chơi phổ biến ở Uzana.

## Những cư dân nổi tiếng
- Christo Vladimirov Javacheff (sinh 1935), nghệ sĩ nghệ thuật sắp đặt
- Emanuil Manolov (1860-1902), nhà soạn nhạc, cha đẻ của âm nhạc Bulgaria hiện đại
- Todor Kableshkov (1851 - 1876), nhà cách mạng
- Ivan Kolev Vutsov (sinh 1939), cầu thủ, huấn luyện viên bóng đá

## Các thành phố kết nghĩa
Gabrovo kết nghĩa với:
- Aalst, Bỉ
- Chernihiv, Ukraina
- Kumanovo, Bắc Macedonia
- Mittweida, Đức
- Mogilev, Belarus
- Mytischi, Nga
- Nowy Sącz, Ba Lan
- Panevėžys, Litva
- Petah Tikva, Israel
- Prešov, Slovakia
- Shaki, Azerbaijan
- Sisak, Croatia
- Thun, Thụy Sĩ